# Novomîkolaiivka, Dnipro
Novomîkolaiivka (în ucraineană Новомиколаївка) este localitatea de reședință a comunei Novomîkolaiivka din raionul Dnipro, regiunea Dnipropetrovsk, Ucraina.

## Demografie
Componența lingvistică a localității Novomîkolaiivka
     Ucraineană (87,14%)
     Rusă (12,48%)
Conform recensământului din 2001, majoritatea populației localității Novomîkolaiivka era vorbitoare de ucraineană (87,14%), existând în minoritate și vorbitori de rusă (12,48%).